# Svračica
Svračica falu Horvátországban, Sziszek-Monoszló megyében. Közigazgatásilag Glinához tartozik.

## Fekvése
Sziszek városától légvonalban 28, közúton 42 km-re délnyugatra, községközpontjától légvonalban 7, közúton 8 km-re délre, a Maja-folyó bal partján fekszik. Szinte teljesen egybeépült a patak jobb oldalán fekvő Maja településsel, melytől csak a patak választja el. Így a majai plébániatemplom, mely a bal parton épült is Svračica területén áll. A két falu a régmúltban Sračica (Szracsica) néven egy település volt, csak 1829-től az új plébániatemplom felépítésétől nevezik a jobb parti települést és a plébániát is a patakról Majának.

## Története
A település első írásos említése 1211-ben a topuszkai cisztercita apátság alapítólevelében történt „Stresyche” alakban. A sračicai plébániát már 1327-ben említik. 1334-ben már állt Szűz Mária tiszteletére szentelt plébániatemploma, mely a gorai főesperességhez tartozott. A plébánia székhelyeként e vidék legfontosabb települése, egyházi igazgatási központja volt. Várát legkésőbb a 13. században építették. 1211-től a topuszkai apátság birtoka volt. A vár alatti település lakói kezdetben kisnemesekként szabad emberek voltak, de az apátság földesúri fennhatósága alá kerülve ezen jogaikat elveszítették volna. Jogaik legalább részbeni megtartása érdekében az apátságot végül egyezségre bírták, mely szerint ugyan elfogadták az apátság hűbérúri voltát és a neki való adófizetést, de megtarthatták szabadságjogaik nagy részét is, közte a katonai szolgálttól való mentességet, az elöljáróik választási jogát és a javaikról való rendelkezést. A szábor 1556-ban a Sračica körüli palánk megerősítését határozta el, melyre a következő évben sor is került. A várat és a palánkkal védett települést 1578-ban foglalta el a török, valószínűleg ekkor pusztult el a középkori plébániatemplom a település pedig a térséggel együtt több, mint száz évre pusztasággá vált.
A falu a környék számos településéhez hasonlóan a 17. század vége felé népesült be újra. Még a 17. század végén felépült Illés próféta tiszteletére szentelt régi fatemploma. Illést a tűz és a villámcsapás ellen védő szentként tisztelték, a névválasztással így akarták a templomot megóvni a tűz általi pusztulástól. 1696-ban a szábor a bánt tette meg a Kulpa és az Una közötti határvédő erők parancsnokává, melyet hosszas huzavona után 1704-ben a bécsi udvar is elfogadott. Ezzel létrejött a Báni végvidék (horvátul Banovina), mely katonai határőrvidék része lett. Közben 1701-ben összetűzés volt a zágrábi püspökség és a báni katonaság között a település birtokáért. A püspökségnek végül 1704-ben sikerült elfogadtatni jogos tulajdonjogát, melyet a topuszkai apátság örököseként gyakorolt. Ennek ellenére Sračica 1736-ig a glinai vár felépítéséig a glinai kapitányság székhelye volt. 1727-ben felépítették a település második, nagyobb templomát. A templom mellett temető is volt. 1745-ben megalakult a Glina központú első báni ezred, melynek fennhatósága alá ez a vidék is tartozott. 1829-re a Maja bal partján új templomot építettek, mellé pedig felépítették a plébániaházat. Ettől fogva a plébániát is Majának nevezték. A plébániához Maja, Dolnjaci, Svračica, Prijeka és Ravno Rašće települések tartoztak. 1881-ben megszűnt a katonai közigazgatás. A falunak 1857-ben 199, 1910-ben 354 lakosa volt. 1918-ban az új szerb-horvát-szlovén állam, majd később Jugoszlávia része lett. A második világháború idején a Független Horvát Állam része volt. A falu 1991. június 25-én a független Horvátország része lett. 1991 őszén megszállták a JNA alakulatai, valamint a szerb szabadcsapatok és templomával együtt lerombolták. A falut 1995. augusztus 8-án a Vihar hadművelettel foglalta vissza a horvát hadsereg. A településnek 2011-ben 44 lakosa volt, akik mezőgazdasággal és állattartással foglalkoztak.

## Népesség
| Lakosság változása | Lakosság változása | Lakosság változása | Lakosság változása | Lakosság változása | Lakosság változása | Lakosság változása | Lakosság változása | Lakosság változása | Lakosság változása | Lakosság változása | Lakosság változása | Lakosság változása | Lakosság változása | Lakosság változása | Lakosság változása |
| ------------------ | ------------------ | ------------------ | ------------------ | ------------------ | ------------------ | ------------------ | ------------------ | ------------------ | ------------------ | ------------------ | ------------------ | ------------------ | ------------------ | ------------------ | ------------------ |
| 1857               | 1869               | 1880               | 1890               | 1900               | 1910               | 1921               | 1931               | 1948               | 1953               | 1961               | 1971               | 1981               | 1991               | 2001               | 2011               |
| 199                | 299                | 317                | 396                | 389                | 354                | 351                | 347                | 305                | 294                | 265                | 241                | 173                | 137                | 89                 | 44                 |

## Nevezetességei
- A Szent Illés próféta tiszteletére szentelt római katolikus plébániatemplom 1826 és 1829 között épült. A templom a falu szélén, a Glináról Dvorra menő út jobb oldalán, a Maja bal partján, Szracsica ősi vára alatt áll. A ma látható templom már a falu negyedik temploma a 17. század óta. Az első, fából épített templomot még 1698-ban említik a sračicai temető területén. Ez az épület nagyon hamar tönkrement, ezért 1727-ben újat építettek helyette, mely 1830-ig állt. 1826 és 1829 között a Maja-patak mellett a mai helyén építették fel az újabb templomot. Az új templom felépítéséig a plébániát is sračicai plébániának nevezték. Ekkorra azonban már a sračicai vár már rom volt, ezért a települést is a patakról Majának kezdték nevezni. Az épület a határőrvidék templomainak jellegzetességeit viselte magán. A főbejárat és a torony az északkeleti oldalon volt. a délkeleti oldalon volt a sekrestye a bejárati ajtajával és egy ablakkal. A tornyon négy ablak volt látható, a toronyóra a II. világháborúban semmisült meg. A templomot 1991 őszén a JNA repülőgépei bombázták le. Tornya, tetőzete beomlott, berendezése megsemmisült, mozgatható részeit korábban sikerült Mala Goricára menekíteni. A templomot 2012-ben újjáépítették, felszentelése 2012. június 25-én volt. Egyhajós épület négyszögletes alaprajzzal, kissé keskenyebb szentéllyel, ellipszoid alakú apszissal. A piramisban végződő harangtorony a homlokzat közepe felett magasodik. A hajót a szentélytől boltozott diadalív választja el. Különösen értékes a Mária Magdolna tiszteletére szentelt mellékoltára, mely ismeretlen mester alkotása 1758-ból. A templom mellett avatták fel a plébánia területéről áldozatul esettek emlékművét.
- Szracsica várának maradványai a Maja-patak bal partja feletti magaslaton találhatók. Milo Dukić glinai és majai plébános „Glina i okolica” című 1980-ban kiadott könyvében azt írja, hogy a vár a 13. században, vagy még korábban épülhetett. Mellette állt a Szűz Mária tiszteletére szentelt plébániatemplom. A 16. században Szracsica várát ideális helynek mondják a Glinától a Petrova goráig, illetve a Kulpáig és Száváig terjedő terület ellenőrzésére. A vár szabálytalan alaprajzú volt, nyugati oldalán egy erős, négyszögletes toronnyal. A török 1578-ban foglalta el. A 17. század végétől az északra fekvő Glinán új várat építettek, Szracsica pedig 1736-ig a vár teljes felépítéséig a glinai kapitányság székhelye volt. A várat az 1736-os kivonulás során megrongálták és sorsára hagyták. Hadi és védelmi feladatait az Una menti Pounj várába tették át. Később jelentőségét elveszítve pusztulásnak indult. A várból mára a négyszögletes torony falainak és a védőfalak egy része maradt fenn, melyet dús növényzet borít.